# 里沃德利永
里沃德利永（法語：Rives de l'Yon，法語發音：[ʁiv də ljɔ̃]）是法国卢瓦尔河地区大区旺代省的一个市镇，位于该省中部偏南，省会永河畔拉罗什东南侧，属于永河畔拉罗什区和永河畔拉罗什城市圈公共社区。

## 地名
“里沃德利永”（Rives de l'Yon）一名在法语中意为“永河岸”。

## 历史
里沃德利永成立于2016年1月1日，由相邻的圣弗洛朗德布瓦（Saint-Florent-des-Bois）和沙耶苏莱索尔莫（Chaillé-sous-les-Ormeaux）两个市镇合并而成，其中圣弗洛朗德布瓦为政府驻地。

## 地理
里沃德利永（46°35'38"N, 1°18'56"W）面积54.26 平方千米，位于法国卢瓦尔河地区大区旺代省，该省份为法国西部沿海省份，北起大西洋卢瓦尔省和曼恩-卢瓦尔省，西临大西洋，南至滨海夏朗德省，东部及东南部与德塞夫勒省接壤。
与里沃德利永接壤的市镇（或旧市镇、城区）包括：拉谢兹勒维孔特、吉贝尔堡、内米、永河畔拉罗什、勒塔布利耶、托里尼、拉布瓦西耶尔-德朗德、勒尚圣佩尔、格拉翁河畔圣樊尚、罗奈。
里沃德利永的时区为UTC+01:00、UTC+02:00（夏令时）。

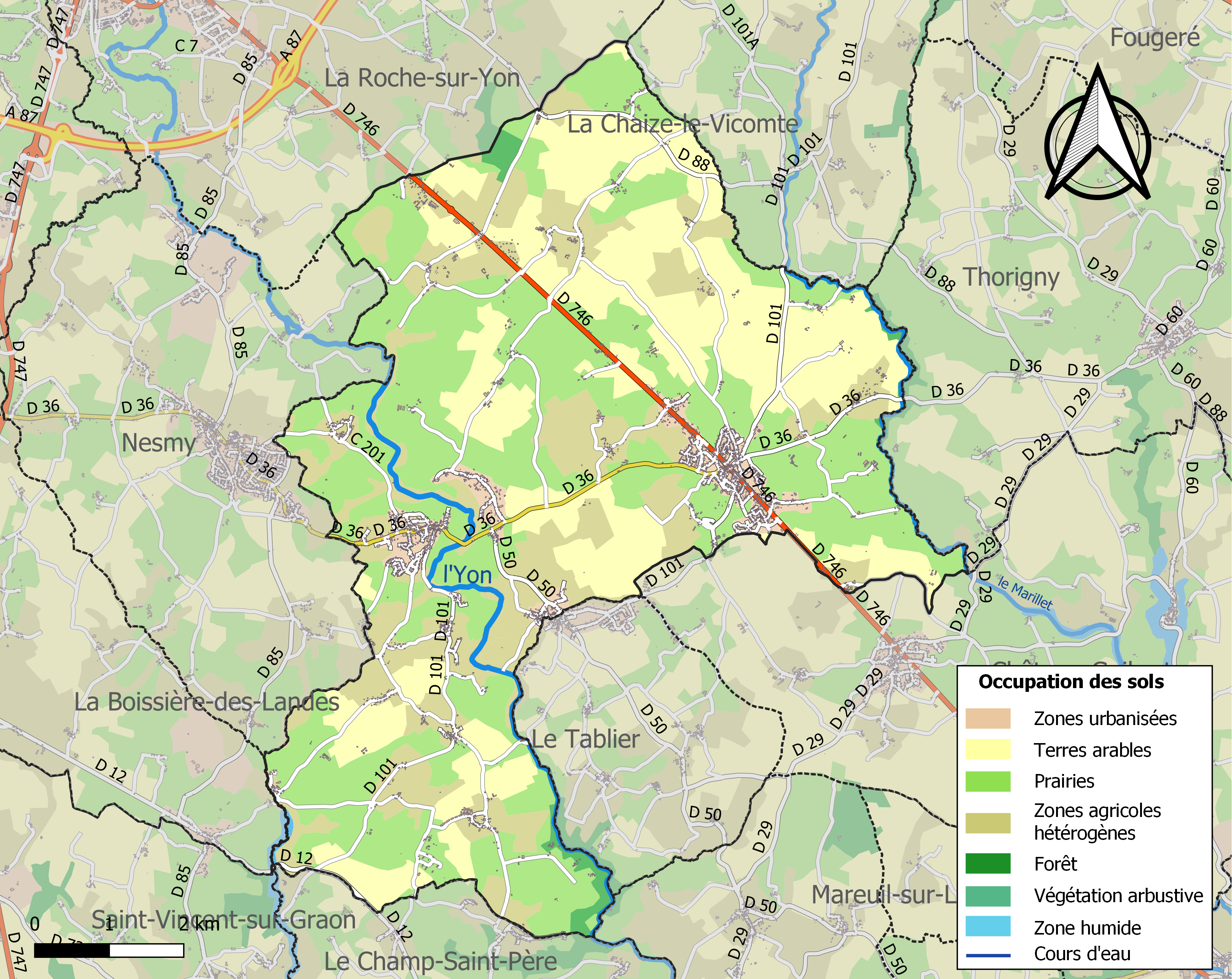
里沃德利永的OSM定位图

## 行政
里沃德利永的邮政编码为85310，INSEE市镇编码为85213。

## 政治
里沃德利永所属的省级选区为莱河畔马勒伊-迪赛县。

## 人口
里沃德利永于2022年1月1日时的人口数量为4285人。